# Cloruro de oro(I)
El cloruro de oro(I) es un compuesto de oro y cloro con la fórmula química AuCl.

## Preparación
El cloruro de oro(I) se prepara mediante descomposición térmica del cloruro de oro(III).

## Reacciones
Aunque existe una región de estabilidad a temperaturas más altas a las presiones de vapor de cloro apropiadas, el compuesto es metaestable en condiciones ambientales. Cuando se calienta con agua, el compuesto se desproporciona a oro metálico y cloruro de oro(III) en una reacción autoredox:
3 AuCl → 2 Au + AuCl 3
A temperaturas aún más altas, alrededor de 500 °C, todos los cloruros de oro se convierten en oro. Esta conversión es clave para el proceso de Miller, que es muy utilizado para la purificación del oro.
La reacción con bromuro de potasio produce bromuro áurico de potasio y cloruro de potasio con separación del oro metálico:
3 AuCl + 4 KBr → KAuBr 4 + 2 Au + 3 KCl

## Seguridad
El cloruro de oro(I) puede irritar la piel y los ojos, dañar la función renal y reducir el recuento de glóbulos blancos.